# معركة خالخين غول
معركة خالخين غول (بالروسية: бои на реке Халхин-Гол)، و(باليابانية:ノモンハン事件) هي اشتباك حاسم غير مُعلن ضمن النزاعات الحدودية السوفيتية اليابانية ودارت بين الاتحاد السوفيتي والجمهورية الشعبية المنغولية واليابان ومانشوكو في عام 1939. سُمي الصراع باسم نهر خالخين غول، الذي يمر عبر ساحة المعركة. في اليابان تُعرف تلك الحرب الحاسمة بواقعة نومونهان وهو اسم قرية نومونهان القريبة على الحدود بين الجمهورية الشعبية المنغولية ومانشوكو. ونتج عن المعركة هزيمة الجيش الياباني السادس.

## خلفية الأحداث
بعد احتلال اليابان لمانشوكو في عام 1931، وجهت اليابان أطماعها العسكرية إلى الأراضي السوفيتية التي تحد هذه المناطق. حدثت أول واقعة رئيسية في النزاعات الحدودية السوفيتية اليابانية، وهي معركة بحيرة خاسان، في عام 1938 في بريمورسكي كراي. وحدثت التصادمات بين اليابان والقوات السوفيتية بشكل متكرر على طول حدود منشوريا.
في عام 1939، كانت منشوريا دولة دمية لليابان مثل مانشوكو، وكانت منغوليا دولة شيوعية حليفة للاتحاد السوفيتي، ومعروفة بالجمهورية الشعبية المنغولية. وأكد اليابانيون أن الحدود الفاصلة بين مانشوكو ومنغوليا هي نهر خالخين غول الذي يصب في بحيرة بور. على النقيض، أكدت التحالفات المنغولية والسوفيتية أن الحدود كانت على بُعد 16 كيلو مترًا (9.9 ميلًا) شرق النهر، إلى شرق قرية نومونهان.
كان جيش الاحتلال الرئيسي لمانشاكو هو جيش كوانتونغ الياباني، وتكون من بعض أفضل وحدات اليابان في عام 1939. لكن المنطقة الغربية من مانشاكو كانت تحت حماية الفرقة الثالثة والعشرين المُشكلة حديثًا نسبيًا في هيلار تحت قيادة اللواء ميتشاري كوماتسوبارا، وتضمنت العديد من وحدات جيش مانشاكو ووحدات حرس الحدود وكانت جميعها تحت قيادة الجيش السادس. كانت الفرقة الثالثة والعشرون هي الأحدث والأقل خبرة في جيش كوانتونغ. بالإضافة إلى ذلك، جُهزت الفرقة الثالثة والعشرون بمعدات عتيقة. صنف خبراء الجيش الياباني قدرات الفرقة الثالثة والعشرين القتالي بتقييم «تحت المتوسط»، مقارنة بفرقة الحامية المكلفة بالاحتلال في الصين.
تكونت القوات السوفيتية من الفيلق الخاص السابع والخمسين، المنتشر من منطقة ترانس بايكال العسكرية. وكانوا مسؤولين عن حماية الحدود بين سيبيريا ومنشوريا. تكونت القوات المنغولية بشكل أساسي من ألوية سلاح الفرسان والمدفعية الخفيفة وأثبتت فعاليتها ورشاقتها، لكنها افتقرت إلى المدرعات وعدد القوات الكافي.
في عام 1939، أرسل مجلس الوزراء الياباني التعليمات لجيش كوانتونغ بتقوية حدود مانشوكو مع منغوليا والاتحاد السوفيتي وتحصينها. بالإضافة إلى ذلك، أصبح جيش الكوانتونغ، الذي تمركز لفترة طويلة في منشوريا بعيدًا عن وطنه في جزر اليابان، مستقلًا بذاته بشكل كبير وأكثر ميلًا للتصرف دون إذن من حكومة اليابان، أو أنه قد يخالف أوامرها.

## ملخص
رغم أن هذا الاشتباك قليل الشهرة في العالم الغربي، لعب دورًا مهمًا في مسيرة الجيش الياباني التالية في الحرب العالمية الثانية. أكسبت تلك الحرب جيش الكوانتونغ استياء المسؤولين اليابانيين في طوكيو، ليس بسبب الهزيمة بشكل رئيسي، وإنما لأنها بدأت الحرب وصعدتها دون أوامر مباشرة من الحكومة اليابانية. تزامنت هذه الهزيمة مع المقاومة الصينية في الحرب اليابانية الصينية الثانية، إلى جانب توقيع الاتفاق الألماني السوفيتي بعدم الاعتداء (والذي حرم الجيش من سياسته الحربية ضد الاتحاد السوفيتي)، أدى كل ذلك إلى عزل فريق اللواء الإمبراطوري في طوكيو عن سياسات مجموعة الهجوم الشمالية التي يفضلها الجيش، والتي كانت تخطط للاستيلاء على سيبيريا من أجل مصادرها حتى الوصول إلى بحيرة بايكال.
بدلًا من ذلك، تحول الدعم إلى مجموعة الهجوم الجنوبية، التي تفضلها القوات البحرية، والتي سعت إلى الاستحواذ على مصادر جنوب شرق آسيا، خاصة الهند الشرقية الهولندية الغنية بالبترول والمعادن. وماسانوبو تسوجي، الكولونيل الياباني الذي ساعد في حدوث واقعة نوموهان، كان واحدًا من أقوى المؤيدين للهجوم على بيرل هاربر. واللواء ريوكيتشي تاناكا، قائد مكتب الخدمة العسكرية بوزارة الجيش في عام 1941، شهد بعد الحرب بأن «الشخص الأكثر تصميمًا على خوض الحرب ضد الولايات المتحدة ودعمًا لها هو تسوجي ماسانوبو». كتب تسوجي لاحقًا أن خبرته في القوة العسكرية السوفيتية في نوموهان أقنعته بعدم الهجوم على الاتحاد السوفيتي في عام 1941. في 24 من يونيو عام 1941، وبعد يومين من اندلاع الحرب على الجبهة الشرقية، اعتمد قادة الجيش الياباني والقوات البحرية قرارًا «بعدم التدخل في الحرب الألمانية السوفيتية في الوقت الحالي». في أغسطس من عام 1941، أكد كل من اليابان والاتحاد السوفيتي على اتفاقية الحياد. فرضت الولايات المتحدة وبريطانيا حظرًا نفطيًا على اليابان، مما يهدد بوقف المجهود الحربي الياباني، لكن القوى الاستعمارية الأوروبية كانت ضعيفة وتعاني من هزائم سابقة من حروبها مع ألمانيا؛ وقف أسطول المحيط الهادئ للولايات المتحدة وحيدًا في طريق الاستحواذ الياباني على الهند الشرقية الهولندية الغنية بالنفط. نتيجة لذلك، تحول تركيز اليابان في النهاية إلى الجنوب، مما قادهم إلى قرار تنفيذ الهجوم على بيرل هاربر في السابع من ديسمبر من ذلك العام. وعلى الرغم من أن الخطط التي يجري تنفيذها لحرب محتملة ضد الاتحاد السوفيتي (خاصة مع التقدمات الألمانية تجاه موسكو)، إلا أن اليابانيين لم ينووا شن هجوم على الاتحاد السوفيتي. في عام 1941، وقع الدولتان اتفاقية احترام حدود منغوليا ومانشوكو والتعهد بالحيادية تجاه بعضهما البعض. في الحروب الأخيرة بالحرب العالمية الثانية، ألغى الاتحاد السوفيتي اتفاقية الحياد، وغزا الأراضي اليابانية في منشوريا وكوريا الشمالية وأجزاء جنوبية من جزيرة سخالين.

## الإرث
بعد الحرب العالمية الثانية، وفي المحكمة العسكرية الدولية للشرق الأقصى، ووجه مندوبو الاتحاد السوفيتي المنتصر الاتهامات إلى أربعة عشر يابانيًا، بـ«بدء حرب عدوانية... ضد الجمهورية الشعبية المنغولية في منطقة نهر خالخين غول» ووجهوا اتهامًا آخرًا بشن الحرب «انتهاكًا للقانون الدولي» ضد الاتحاد السوفيتي. وأُدين كل من كنجي دويهارا وهيرانوما كيتشيرو وسيشيرو إيتاجاكي في هذه الاتهمات. وأُقيم الاحتفال بذكرى هذه الحرب لأول مرة في عام 1969، بمناسبة ذكراها الثلاثين. وبعد الذكرى الخمسين للحرب في عام 1989، تضاءلت أهميتها، لتصبح محلًا للنقاش في الجدالات الأكاديمية والمحاضرات فقط. إلا أن الذكرى جُددت وعادت مرة أخرى مؤخرًا كيوم مهم في التاريخ المنغولي.
مدينة شويبالسان المنغولية، في مقاطعة دورنود حيث كانت الحرب، هي موقع «متحف جورجي كونستانتينوفيتش جوكوف»، الذي أُهدِيَ إلى جوكوف عام 1939. ومدينة أولان باتور بمنغوليا فيها أيضًا متحف باسم «متحف جورجي كونستانتينوفيتش جوكوف»، والذي يحتوي على معلومات عن المعركة. افتُتِح المتحف الأخير في 19 أغسطس 1979 بحضور يوماجيين تسيدنبل وبنات جوكوف الثلاث. وفي الذكرى السبعين والخامسة والسبعين والثمانين للمعركة في أعوام 2009 و2014 و2019 على التوالي، شارك رئيس روسيا الاحتفالات مع رئيس منغوليا والمحاربين القدامى للاتحاد السوفيتي ومنغوليا، وغالبًا ما يتزامن الاحتفال مع زيارة رسمية من إحدى الدول الأجنبية.
في الذكرى السنوية الثمانين عام 2019، عُقد عرض عسكري في شويبالسان بميدان الاستقلال، وتميز بالتشكيلات التكتيكية للمنطقة العسكرية الشرقية من القوات المسلحة للاتحاد الروسي والقوات المسلحة المنغولية، والذين اشتركوا في تدريبات عسكرية روسية منغولية مشتركة لمدة شهر قبل العرض «سيلينجا - 2019». وأُقيمت العروض في كيانات روسيا الاتحادية مثل بورياتيا وياكوتيا وجمهورية ألتاي، وفي بوريات عاصمة أولان أودي، أُقيم عرض في العاصمة، بالإضافة إلى حفل أُقيم في ميدان سخباتار في يوم 28 من شهر أغسطس، والذي قدمت خلاله فرقة ألكسندروف العسكرية الروسية أداءً بمشاركة المطربين المنغوليين.